# Monica Lorentzon
Monica Lorentzon, född 1940, är en svensk målare.
Hon studerade vid Reybekiels konstskola och Konstfackskolan i Stockholm. Hon tilldelades Dag Hammarskjöldpriset 1987. Hennes konst består av målningar där hon lägger färgen direkt med fingrarna och motiven innehåller ofta människor som återges i en lätt naivistisk stil.   